# طيران فرست

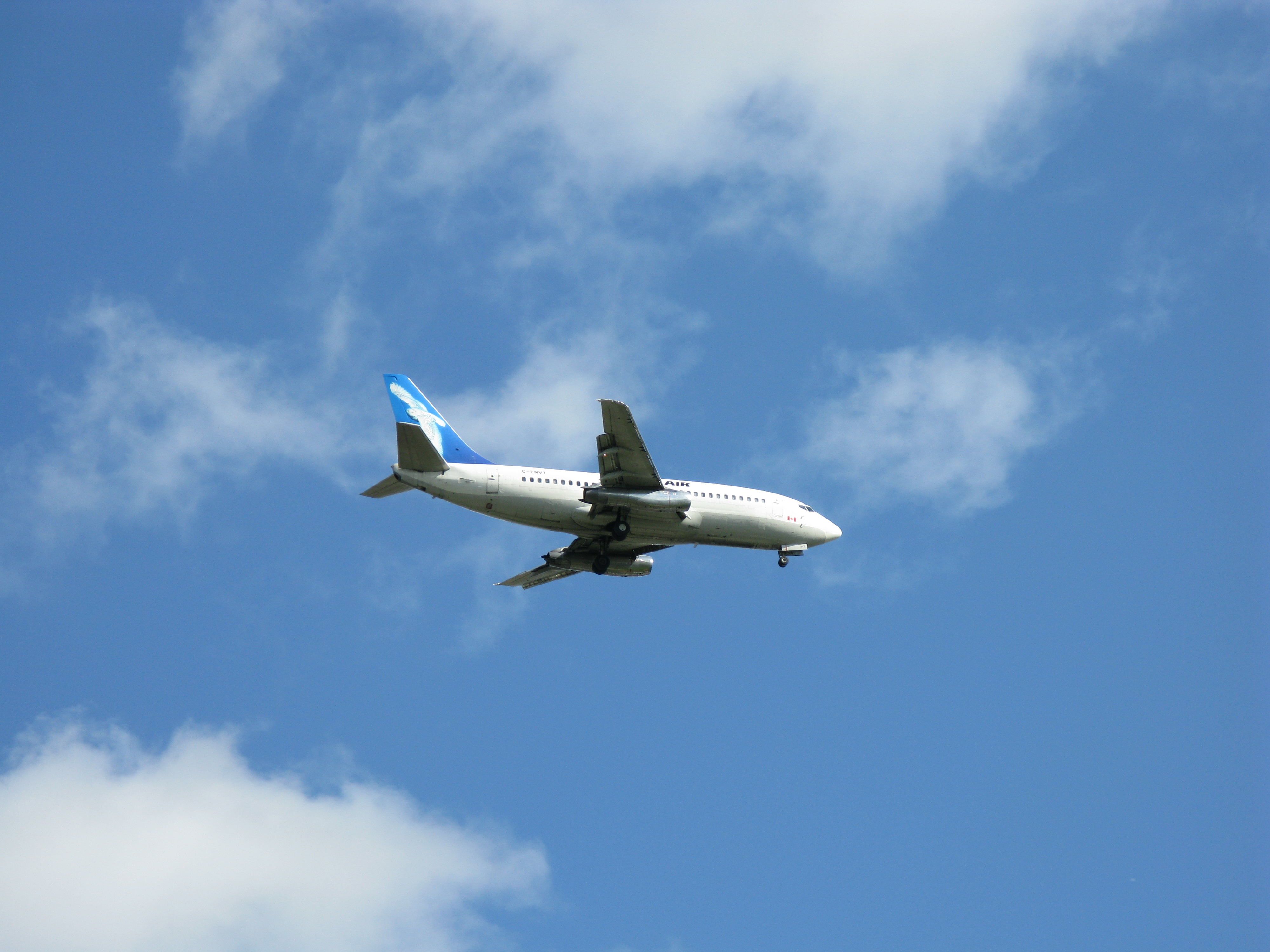
طائرة بوينغ 737 تابعة لشركة طيران فيرست تقترب من مطار تستعد للنزول في مطار مونتريال الدولي

برادلي للخدمات الجوية المحدودة، هي شركة طيران تعمل تحت اسم طيران فرست  (بالإنجليزية:First Air)، (إياتا:7F ، إيكاو:FAB) ويقع مقرها الرئيسي في مدينة كاناتا من إقليم أونتاريو في كندا.

تجري الشركة رحلات إقليمية منتظمة إضافة إلى رحلات إلى كل من كيبك، أونتاريو، مانيتوبا، ألبرتا، يوكون، نونافوت والأقاليم الشمالية الغربية. 

تتخذ الشركة مطار أوتاوا الدولي كمقر رئيسي لها حيث يوجد لديها فيه مراكز صيانة لطائراتها ومواقف طائرات مخصصة لها، كما أن الشركة لها مقرات ثانوية في مطارات أخرى كمطار إيكالويت، ومطار يلونيف.

## التاريخ

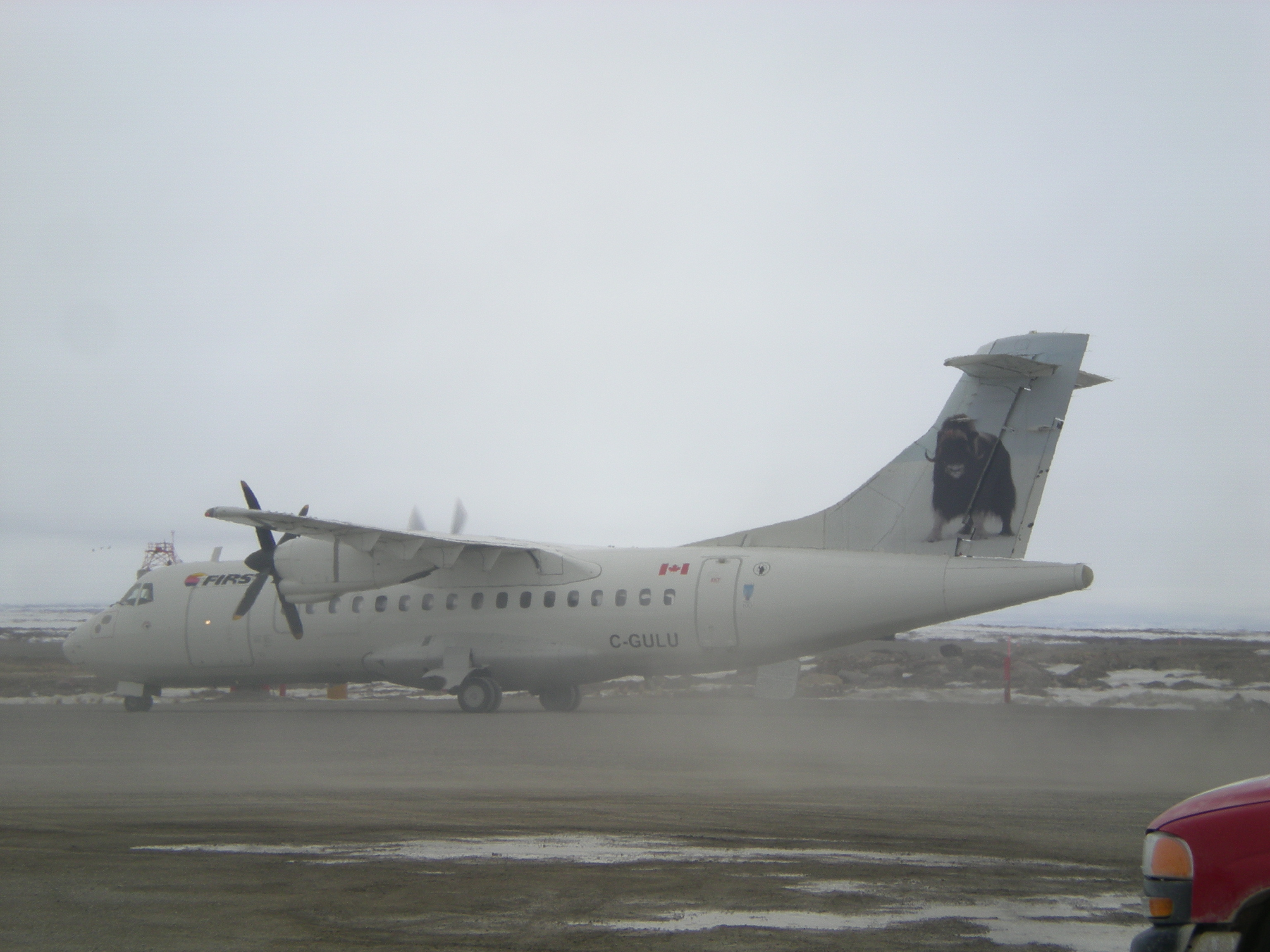
طائرة من نوع أ تي أر 42 تابعة للشركة في مطار كامبريدج باي.

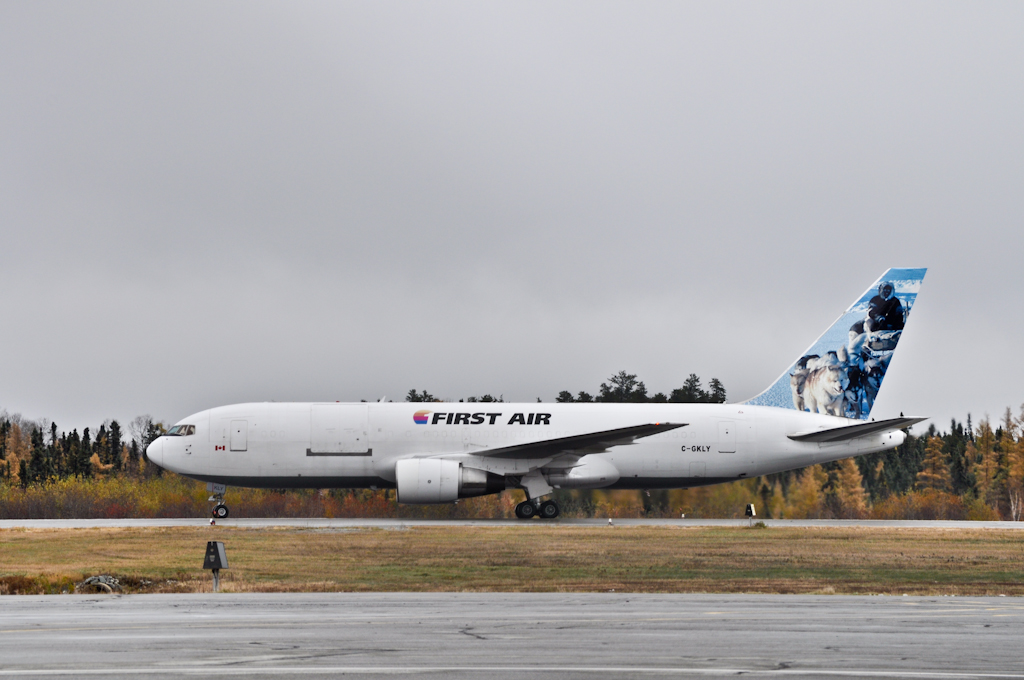
طائرة بوينغ 767 تابعة للشركة تتحرك على مدرج مطار فال دور.

تأسست شركة الطيران هذه من قبل رائد من رواد الطيران الكنديين وهو راسل برادلي. حيث أسس شركة برادلي للخدمات الجوية في عام 1946 وهي لا تزال إلا الآن تحت هذا الاسم حتى بعد تسمية الشركة بطيران فيرست.
و بعد ذلك في سنة 1973، أصبحت الشركة تقدم رحلات جوية بين أوتاوا ونورث باي في إقليم أونتاريو باستعمال طائرة ذات 8 مقاعد. وبعد ذلك أضافت الشركة عدة وجهات لها منها إدمونتون، وينيبيغ، مونتريال، وأوتاوا بالإضافة إلى رحلات في شمال كندا، أساسا إلى مدن نونافيك ونونافوت والأقاليم الشمالية الغربية.
ثم في سنة 1990 اشترى الإسكيمو في مدينة نونافيك شركة طيران فرست وأصبحت تتم إدارتها من قبل شركة ماكيفيك.
سنة 1995، تم شراء شركة خطوط بيترامينغ الجوية وشركة خطوط نورث واست تيريتوريال الجوية من قبل طيران فرست بهدف توسيع نطاق خدماتها، حيث تم دمج هاتين الشركتين معها. وفي سنة 2011، احتفلت الشركة بمرور 65 سنة على إنشائها.
في شهر أغسطس سنة 2008، تم استبدال رئيس الشركة بوب دايفس بالسيد سكوت باتمان، وكان بوب دايفس المستبدل على رأس الشركة منذ سنة 1997.
في إطار تجديد أسطولها في شهر يونيو سنة 2009، استقبلت الشركة أول طائرة ذات ممرين، وهي بوينغ 767 كانت للركاب والشحن معا، وبمناسبة شراء هذه الطائرة قامت الشركة بسحب طائرتين من أسطولها من نوع بوينغ 727 وهما الآن موجودتان في مطار دو تروا ريفيار.
و في شهر فبراير 2011، أسست شركة طيران فرست وشركة كيكيكتالوك كوربورايشن شركة جديدة وأسمها كيكيكتاني فرست للطيران وأصبحت تعمل فقط في إقليم كيكيكتاني.
ثم في شهر مارس 2011، قامت الشركة بسحب الطائرة هاوكر سيدلاي أتش أس.748 من أسطولها واستبدالها بطائرتين من نوع أ تي أر 72.
و في ديسمبر 2011، استقال الرئيس سكوت باتمان من رئاسة الشركة، ولم يتم الآن وضع رئيس أخر في منصبه في انتظار تعين أحد المسؤولين لرئاستها، والآن يشغل نائب الرئيس منصب الرئاسة بصفة مؤقتة.

## الوجهات

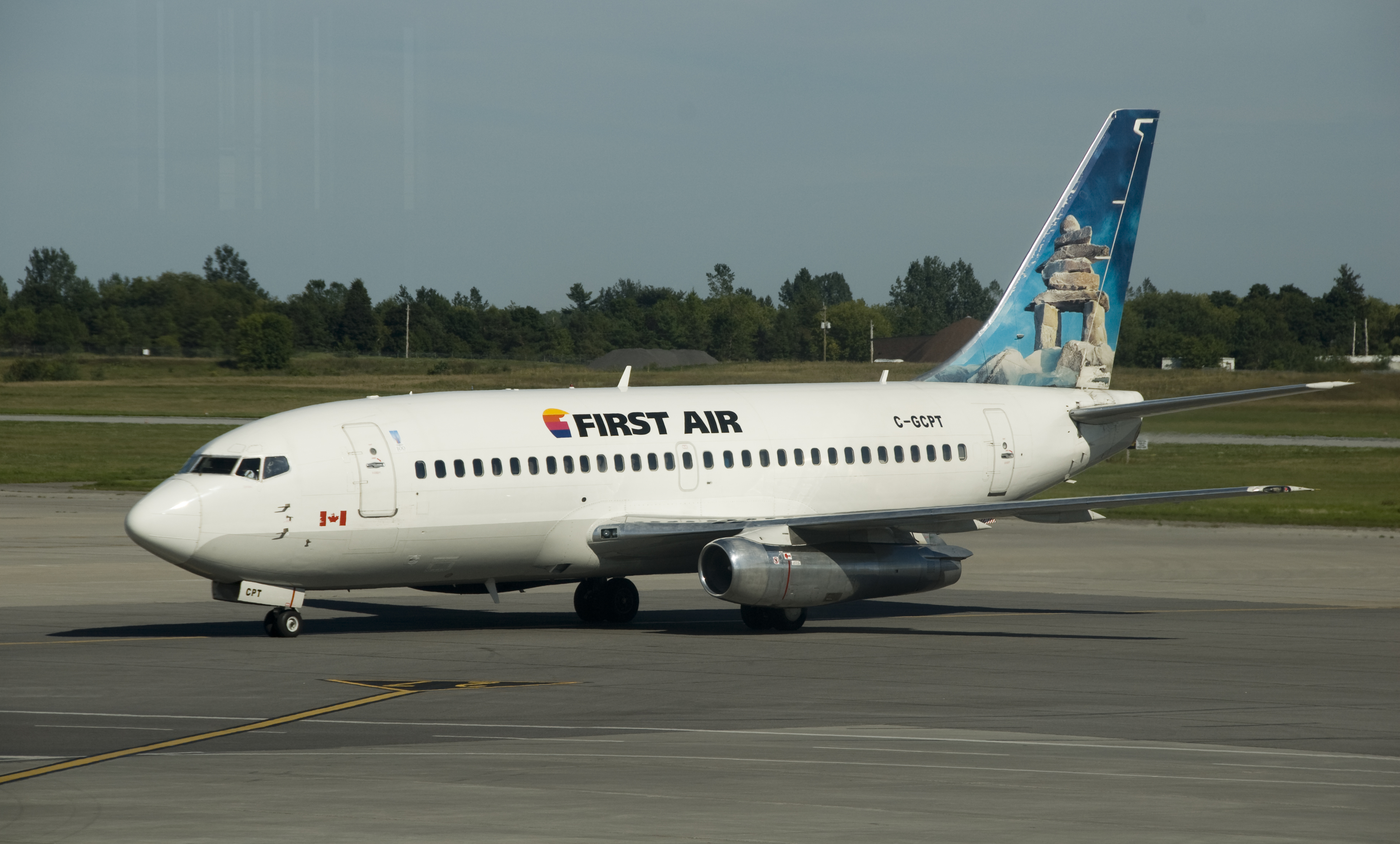
طائرة بوينغ 737 لطيران فرست في مطار أوتاوا الدولي.

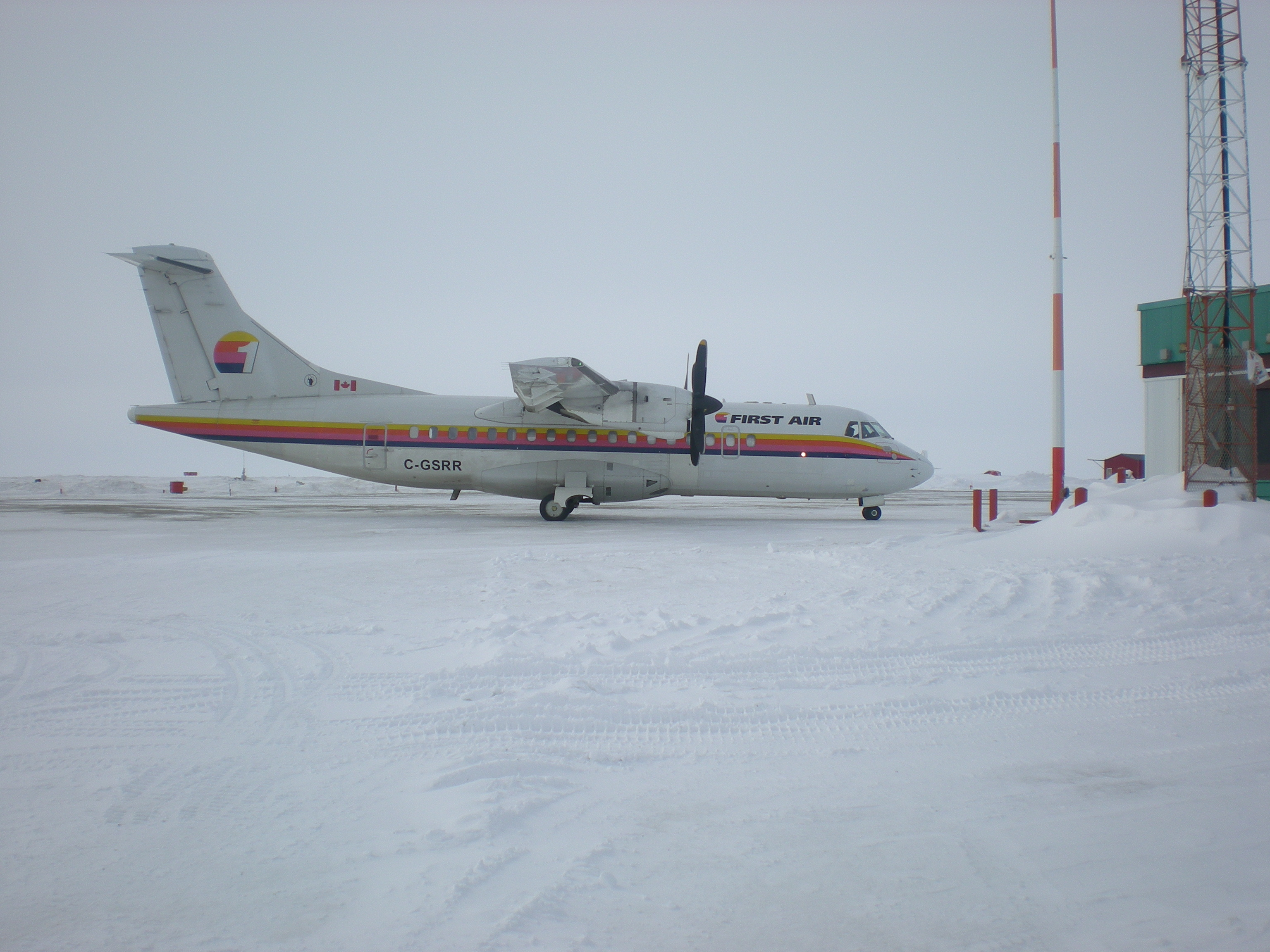
طائرة أ تي أر 42 تابعة للشركة رابضة في مطار كامبريدج باي.

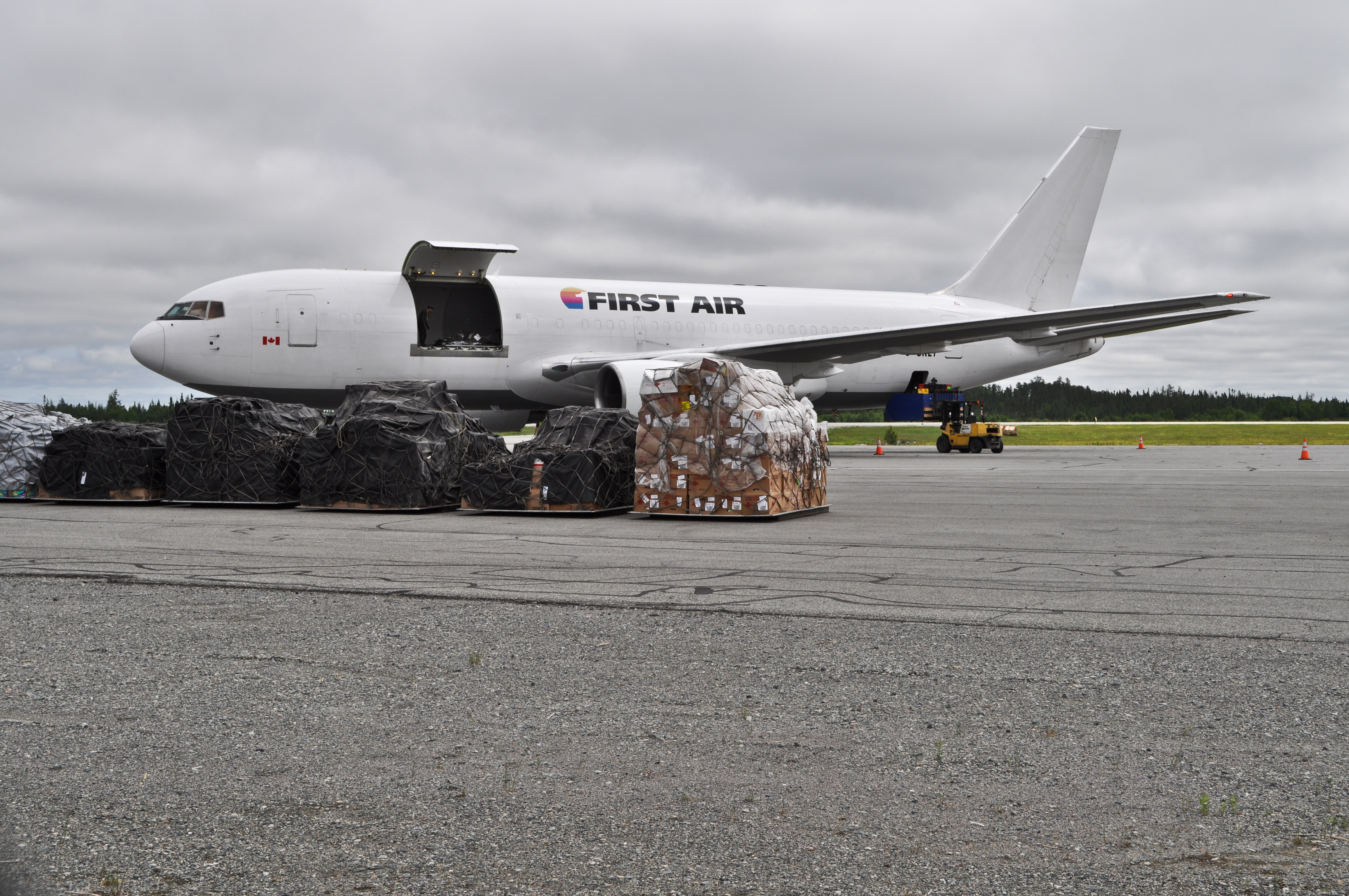
طائرة من نوع بوينغ 767 تابعة طيران فرست موجودة في مطار فال دور

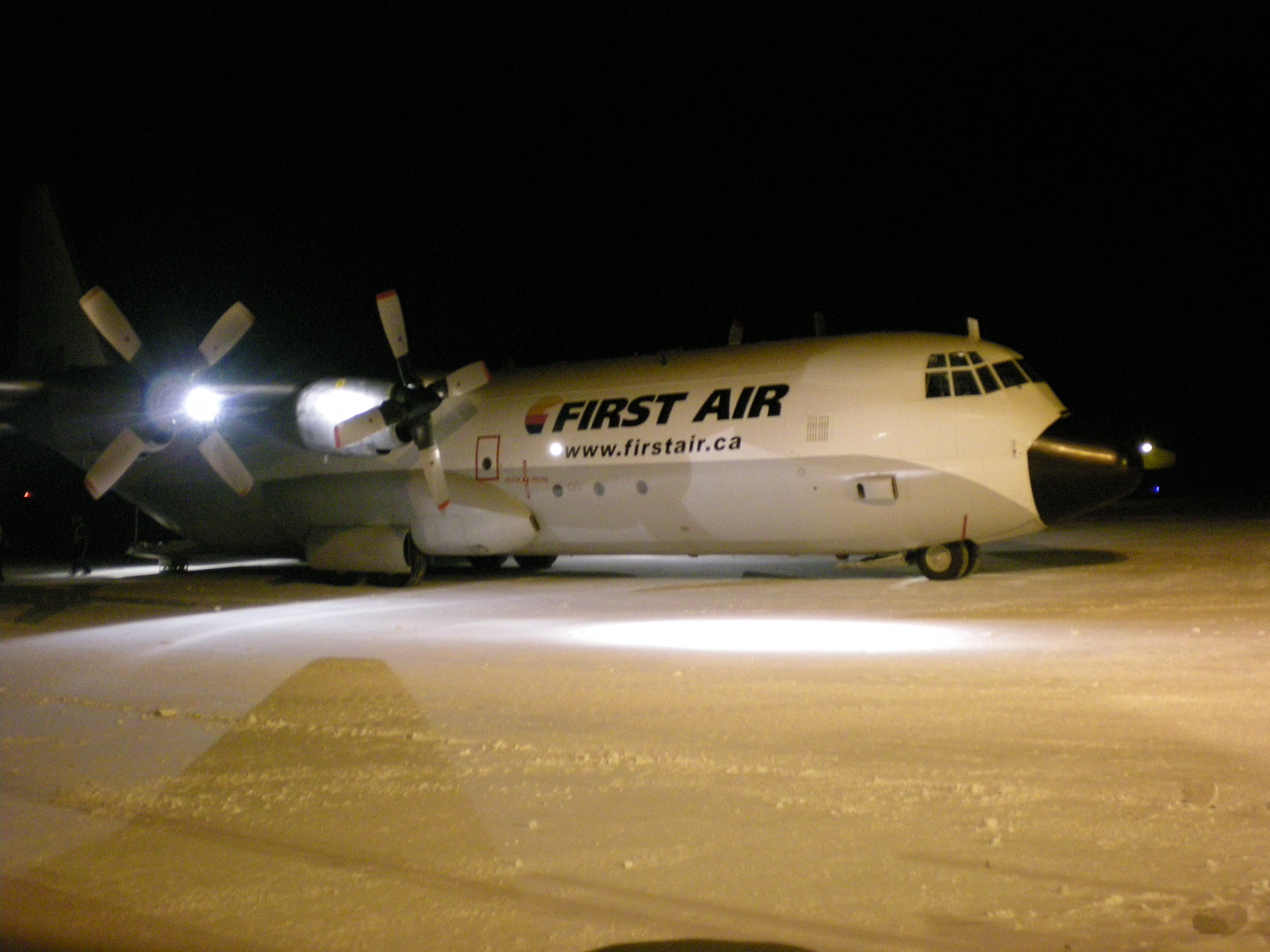
طائرة من نوع لوكهيد أل-100 هيركوليس تابعة لطيران فرست.

طيران فرست لها وجهات عديدة وهي:
- ألبرتا
  - إدمونتون
- مانيتوبا
  - وينيبيغ
- الأقاليم الشمالية الغربية
  - فورت سيمبسون
  - هاي ريفر
  - إينوفيك
  - نورمان ويلز
  - إيلوكهاكتوك
  - يلونايف، مقر فرعي للشركة.
- نونافوت
  - أركتيك باي
  - أرفيات
  - كماني تواك
  - إيكالوكتوتياك
  - كاب دورسى
  - شستارفيالد إنلات
  - كليد ريفر
  - كورال هاربور
  - غجوا هافن
  - سانيرجاك
  - إغلوليك
  - إيكالويت، مقر فرعي للشركة.
  - كيميروت
  - كوغاروك
  - كوغلوكتوك
  - بانغنيرتونغ
  - بوند إنلات
  - كيكيكتارجواك
  - رانكين إنلات
  - نوجات
  - ريزولوت
  - تالويواك
  - واهل كوف
- أونتاريو
  - أوتاوا، المقر الرئيسي للشركة.
- كيبك
  - كيوجواك
  - مونتريال

## الأسطول
| الطائرات                | عدد الطائرات حسب طيران فرست | عدد الطائرات حسب وزارة النقل الكندية | ملاحظات                                                                  |
| ----------------------- | --------------------------- | ------------------------------------ | ------------------------------------------------------------------------ |
| أ تي أر 42              | 9                           | 9                                    | طائرة ركاب وشحن ذات 42 مقعد، مع إمكانية الصعو والنزول على الجليد والحصى. |
| أ تي أر 72              | 2                           | 2                                    | طائرة ركاب وشحن ذات 60 مقعد.                                             |
| هاوكر سيدلاي أتش أس.748 | 0                           | 2                                    | طائرة ركاب وشحن ذات 40 مقعد مع باب كبير للشحن.                           |
| بوينغ 727               | 0                           | 2                                    | طائرة شحن، قادرة على النزول على الجليد.                                  |
| بوينغ 737               | 3                           | 3                                    | طائرة ركاب وشحن ذات 115 مقعد كحد أقصى و 7 منصات داخلية للشحن.            |
| بوينغ 737               | 4                           | 4                                    | طائرة ركاب ذات 99 مقعد.                                                  |
| بوينغ 767               | 1                           | 1                                    | طائرة شحن ذات 19 منصة داخلية للشحن.                                      |
| لوكهيد أل-100 هيركوليس  | 2                           | 2                                    | طائرة شحن ذات 8 منصات داخلية للشحن.                                      |

طائرة واحدة من نوع دوغلاس دي سي-3 مازالت مسجلة لدى وزارة النقل الكندية لكن شهادة عملها قد ألغيت.

## حوادث
يوم 20 أغسطس 2011، الرحلة رقم 6560 لطيران فرست، طائرة تابعة للشركة من نوع بوينغ 737 قادمة من مدينة يلونايف في إتجاه مدينة ريزولوت تحطمت، ونتج عن هذا الحادث موت 12 شخص وجرح 3 أخرين.

## وصلات خارجية
- (فرنسية) الموقع الرسمي للشركة
- (إنجليزية) الموقع الرسمي للشركة